# Cattivissimo me 2
Cattivissimo me 2 (Despicable Me 2) è un film d'animazione del 2013 diretto da Pierre Coffin e Chris Renaud e con protagonisti del cast vocale Steve Carell, Kristen Wiig, Benjamin Bratt e Miranda Cosgrove. Il film, prodotto dalla Illumination Entertainment, è il sequel del film Cattivissimo me (2010) ed è il secondo film del franchise di Cattivissimo Me.
Ha ricevuto due candidature ai Premi Oscar 2014, una per il miglior film d'animazione e una per la miglior canzone (Happy). È stato il secondo film d'animazione con maggior incasso del 2013 e il film più lucroso nei 101 anni di storia della Universal Pictures, che ha distribuito questo film.

## Trama
Un anno dopo gli eventi del primo film, Gru non è più un supercattivo e si è adattato alla vita da genitore single per crescere le sue figlie adottive Margo, Edith e Agnes. La Lega Anti-Cattivi (in inglese Anti-Villain League - AVL), un'organizzazione che si occupa di catturare i supercattivi in tutto il mondo e di impedire i loro loschi piani, sta indagando sulla misteriosa scomparsa di un laboratorio top secret nel circolo polare artico. Esso stava sperimentando il siero PX-41, un potente liquido in grado di trasformare ogni essere vivente in una bestia viola aggressiva e invulnerabile, di cui sono state trovate tracce in un centro commerciale. Per trovare il colpevole, l'AVL manda Lucy Wilde, una loro agente, a catturare Gru perché potrebbe essere d'aiuto nelle indagini, in quanto ex-supercattivo.
Portato al quartiere generale, il presidente dell'organizzazione Silas Caprachiappa offre a Gru un posto nell'agenzia a fianco di Lucy, ma egli rifiuta e se ne torna a casa. Sceso nel suo laboratorio sotterraneo, dove ora produce marmellate, Gru parla con il professor Nefario, il quale ha nostalgia dei loro antichi piani criminali e, poiché ha ricevuto un'offerta migliore, informa Gru di volersene andaree. Quella sera Gru, pensando di non aver futuro senza Nefario, accetta l'offerta dell'AVL ed il giorno dopo è già al lavoro nel centro commerciale con Lucy, incaricata da Caprachiappa di farle da assistente. Lì, fingono di avere un negozio di pasticceria ed indagano sugli altri negozianti; tra i tanti, Gru rimane insospettito di Eduardo, proprietario di un ristorante messicano. Secondo Gru, lui è El Macho, un grandissimo supercriminale che aveva compiuto grandi imprese grazie alla sua forza e alle sue capacità grandiose. Questo El Macho finì il suo percorso buttandosi in un vulcano attivo, cavalcando uno squalo con addosso degli esplosivi. Da allora di lui non si seppe più nulla e perciò venne ritenuto morto.
Nel frattempo, le due spie entrano furtivamente nel negozio del sospettato ma non trovano alcuna traccia del siero, escludendo così l'ipotesi di Gru. Nel frattempo, all'insaputa di Gru, i Minions cominciano a scomparire misteriosamente uno dopo l'altro; rimangono solo in pochi, tra cui Dave, Stuart e Tim. Gli esseri gialli si risvegliano poi su di un isolotto, dove sembrano molto a loro agio, fino a quando non vengono usati come cavie per il siero PX-41, ad opera del misterioso criminale che sta dietro all'intero complotto.
Intanto Gru viene convinto quasi a forza da Jillian, un'amica e vicina di casa che continua a proporre a Gru improbabili donne da sposare, ad uscire con una ragazza single di nome Shannon. Lucy li segue e, per salvare la disastrosa serata di Gru, narcotizza Shannon. Così i due passano la serata insieme e l'ex-cattivo si rende conto di provare qualcosa per lei.
Continuando la ricerca del siero, Gru continua a sostenere la colpevolezza di Eduardo, soprattutto perché suo figlio Antonio ha fatto infatuare la giovane Margo e sta uscendo con lei. Tuttavia, l'AVL arresta un altro negoziante poiché nel suo negozio sono state trovate tracce del siero. Caprachiappa considera chiuso il caso, congeda Gru e lo informa che Lucy verrà trasferita in Australia: Gru è molto sconfortato dall'annuncio, e anche Lucy capisce di provare qualcosa per lui, perciò sul volo per l'Australia decide di tornare indietro, gettandosi dall'aereo con un deltaplano.
Quella stessa sera Gru va al party al ristorante di Eduardo, anche per sorvegliare Margo e Antonio, il quale la sera stessa lascerà la giovane per un'altra ragazza, venendo poi congelato e conseguentemente ucciso da Gru. Indagando, l'uomo scopre il laboratorio segreto di Eduardo e capisce che i suoi sospetti erano fondati: egli non è alto che El Macho, che aveva solo inscenato la propria morte. Questi gli dice di essere un suo grande ammiratore e gli illustra il suo malefico piano: spedire tramite dei razzi un'intera armata di Minions malvagi (ovvero Minions sottoposti al siero PX-41) in giro per il mondo, così da far cadere ogni governo di fronte all'inarrestabile minaccia e dominare poi il mondo. Gru incontra anche il dottor Nefario, scoprendo che è al servizio proprio di El Macho, quest'ultimo gli propone poi di unirsi a lui nell'attuazione del piano. Gru rifiutare e fugge, venendo seguito da un Minion malvagio liberato da El Macho per ucciderlo.
In quel momento, Lucy arriva al party, dove viene rapita da El Macho che ha intenzione di prenderla in ostaggio. Il pentito Nefario avvisa Gru del rapimento di Lucy, e che El Macho ha scoperto che anche Gru lavorava per l'AVL. Tornato a casa, Nefario svela alle ragazze di aver l'Antidoto al PX-41 e, mescolatolo alla grandissima quantità di marmellata presente in casa, parte per aiutare Gru, Dave e Stuart a salvare Lucy sparando direttamente la marmellata addosso ai Minions viola facendoli tornare normali. El Macho stesso, dopo che tutti i Minions sono tornati normali, beve il siero trasformandosi a sua volta in un enorme mostro ma Gru, grazie al rossetto elettrizzante, un'arma che Lucy gli aveva regalato, stordisce El Macho e salva Lucy da un volo diretto al vulcano dove El Macho aveva inscenato la sua morte. In seguito a ciò, Lucy si fidanza con Gru e 147 giorni dopo i due si sposano. Lucy diventa così la nuova mamma di Margo, Edith e Agnes.
Nei titoli di coda si vedono Kevin, Stuart e Bob che fanno un provino per il loro futuro film, Minions.

## Produzione
Nel luglio del 2010 il fondatore della Illumination Entertainment Chris Meledandri dichiarò che un sequel di Cattivissimo me era in fase di sviluppo. Successivamente, il 7 febbraio 2012, lo stesso Meledandri dichiarò che era incominciata la fase d'animazione del film.
Il film, come il precedente, è diretto da Pierre Coffin e Chris Renaud e scritto da Ken Daurio e Cinco Paul.

### Casting
Il 3 febbraio 2012 l'attore Al Pacino entrò a far parte del cast vocale del film, nel ruolo della nemesi di Gru, il principale cattivo della pellicola. Nel maggio dello stesso anno venne inoltre confermato che Steve Carell, Russell Brand e Miranda Cosgrove sarebbero tornati a doppiare gli stessi personaggi a cui avevano prestato le voci nel precedente film, e che Steve Coogan e Kristen Wiig si erano uniti al cast vocale. Il 3 maggio 2013, a causa di divergenze creative, Al Pacino decise di lasciare il cast del film e nello stesso giorno Benjamin Bratt venne scelto per sostituirlo.

## Colonna sonora
La colonna sonora del film è stata interamente composta da Heitor Pereira e Pharrell Williams ed è stata distribuita in formato CD dalla Back Lot Music a partire dal 18 giugno 2013.

### Tracce
1. Pharrell Williams e Cee Lo Green – Scream – 3:41
2. I Minions – Another Irish Drinking Song – 0:39
3. Pharrell Williams – Just A Cloud Away – 2:56
4. Pharrell Williams – Happy – 3:53
5. I Minions – I Swear – 1:38
6. I Minions – YMCA – 2:55
7. Pharrell Williams – Fun, Fun, Fun – 3:26
8. Pharrell Williams – Despicable Me – 4:14
9. Px-41 Labs – 2:06
10. The Fairy Party – 1:27
11. Lucy And The Avl – 5:39
12. Goodbye Nefario – 1:27
13. Time For Bed – 1:27
14. Break-In – 3:00
15. Stalking Floyd Eaglesan – 1:35
16. Moving To Australia – 3:09
17. Going To Save The World – 1:25
18. El Macho – 1:27
19. Jillian – 0:47
20. Take Her Home – 1:29
21. El Macho's Lair – 3:32
22. Home Invasion – 1:57
23. The Big Battle – 7:23
24. I Minions – Ba Do Bleep – 0:14 – bonus track

Durata totale: 61:26

## Promozione
Il primo teaser trailer ufficiale del film venne distribuito online il 1º marzo 2012. Il 30 ottobre dello stesso anno venne inoltre distribuito da Apple Trailers il full-trailer della pellicola, doppiato in varie lingue. Il 19 marzo 2013 venne infine distribuito il full trailer finale sia in inglese che in italiano.

## Distribuzione
La première mondiale del film si tenne il 5 giugno 2013 all'Event Cinemas di Bondi Junction in Australia, alla presenza degli attori Steve Carell e Miranda Cosgrove. Il successivo 16 giugno si tenne inoltre la première europea, avvenuta a Parigi in occasione della seconda edizione del Champs-Elysées Film Festival.
Dopo un'anteprima tenutasi il 22 giugno 2013 all'Universal CityWalk di Los Angeles, il film è uscito nelle sale statunitensi distribuito dalla Universal Pictures a partire dal successivo 3 luglio. In Italia la data di uscita fu il 10 ottobre.

## Accoglienza

### Incassi
Il film ha incassato 368065385 $ in Nordamerica e 602700620 $ nel resto del mondo, per un totale di 970766005 $. È stato il terzo film con il maggior incasso del 2013. Deadline Hollywood ha calcolato l'utile netto del film in 394,5 milioni di dollari, posizionandolo al terzo posto nella lista dei "blockbuster più preziosi" del 2013. Con un budget di 76 milioni di dollari, è stato il film più redditizio nella storia della Universal fino a quell'anno.

### Critica
La critica ha accolto positivamente il film: Rotten Tomatoes assegna al film una percentuale di gradimento del 75% con un voto medio di 6,6/10 basato su 185 recensioni, su Metacritic il film ha un punteggio di 62 su 100 basato su 39 recensioni.
Michael Phillips del Chicago Tribune ha assegnato al film due stelle e mezzo su quattro, dicendo "Le inflessioni slave di Steve Carell mentre Gru fa il trucco, come prima. Le esitazioni intelligenti e il tempismo comico di Wiig aiutano a salvare la situazione. Michael Rechtshaffen di The Hollywood Reporter ha dato al film una recensione negativa, dicendo "La nuova edizione non coglie del tutto quella scintilla ispirata. Stephen Whitty di The Star-Ledger ha dato al film tre stelle su quattro, dicendo " Non solo un cartone animato divertente ma, cosa rara, un seguito che in realtà migliora l'originale".

## Riconoscimenti
- 2013 - Alliance of Women Film Journalists
  - Candidatura per il miglior film d'animazione a Pierre Coffin e Chris Renaud
- 2013 - Awards Circuit Community Awards
  - Candidatura per il miglior film d'animazione a Janet Healy e Christopher Meledandri
- 2013 - Critics' Choice Movie Award
  - Candidatura per il miglior film d'animazione
  - Candidatura per la miglior canzone (Happy) a Pharrell Williams
- 2013 - Dallas-Fort Worth Film Critics Association Awards
  - Candidatura per il miglior film d'animazione
- 2013 - Denver Film Critics Society 2013
  - Candidatura per il miglior film d'animazione
- 2013 - Golden Schmoes Awards
  - Candidatura per il miglior film d'animazione
- 2013 - Golden Trailer Awards
  - Candidatura per il miglior poster di un film d'animazione/per la famiglia 2013
- 2013 - Hollywood Film Award
  - Candidatura per il miglior film a Pierre Coffin e Chris Renaud
- 2013 - Houston Film Critics Society Awards
  - Candidatura per il miglior film
- 2013 - IGN Summer Movie Awards
  - Candidatura per il miglior film d'animazione
- 2013 - Kansas City Film Critics Circle Awards
  - Miglior film d'animazione
- 2013 - Key Art Awards
  - Miglior display (per lo standee, i costumi, la luce e il suono)
  - Migliori media innovativi (per la promozione website)
  - Candidatura per il miglior audio / tecnico visivo
  - Candidatura per il miglior audio / tecnico visivo (per la colonna sonora del trailer)
  - Candidatura per i migliori media innovativi (Il distacco selvaggio dei minion)
  - Candidatura per il miglior audio / visivo in un trailer
- 2013 - Online Film Critics Society Awards
  - Candidatura per il miglior film d'animazione
- 2013 - People's Choice Awards
  - Miglior film per la famiglia
  - Candidatura per il miglior film
- 2013 - Phoenix Film Critics Society Awards
  - Candidatura per il miglior film d'animazione
- 2013 - Premio BAFTA
  - Premio dei bambini al miglior film
- 2013 - San Diego Film Critics Society Awards
  - Candidatura per il miglior film
- 2013 - San Francisco Film Critics Circle
  - Candidatura per il miglior film d'animazione
- 2013 - Satellite Award
  - Candidatura per la miglior canzone originale (Happy) a Pharrell Williams
- 2013 - St. Louis Film Critics Association
  - Candidatura per il miglior film d'animazione a Pierre Coffin e Chris Renaud
  - Candidatura per la miglior colonna sonora
- 2013 - Teen Choice Awards
  - Miglior film commedia dell'estate
  - Candidatura per il miglior fischio a Steve Carell
- 2013 - Visual Effects Society
  - Candidatura per la miglior animazione Christopher Meledandri, Janet Healy, Chris Renaud e Pierre Coffin
- 2013 - Washington DC Area Film Critics Association Awards
  - Candidatura per il miglior film d'animazione
- 2014 - Annie Award
  - Candidatura per il miglior film d'animazione
  - Candidatura per il miglior doppiaggio a Kristen Wiig
  - Candidatura per il miglior doppiaggio a Steve Carell
  - Candidatura per il miglior doppiaggio a Pierre Coffin
  - Candidatura per la miglior animazione dei personaggi a Jonathan del Val
  - Candidatura per il miglior character design a Eric Guillon
  - Candidatura per la miglior colonna sonora a Heitor Pereira e Pharrell Williams
  - Candidatura per la miglior scenografia a Yarrow Cheney e Eric Guillon
  - Candidatura per il miglior storyboarding a Eric Favela

- 2014 - Behind the Voice Actors Awards
  - Miglior doppiaggio maschile a Steve Carell
  - Miglior doppiaggio femminile non protagonista a Elsie Fisher
  - Candidatura per il miglior doppiaggio femminile a Kristen Wiig
  - Candidatura per il miglior doppiaggio maschile non protagonista a Russell Brand
  - Candidatura per il miglior doppiaggio femminile non protagonista a Miranda Cosgrove
  - Candidatura per i migliori doppiatori
- 2014 - Black Reel Awards
  - Candidatura per la miglior canzone (Happy) a Pharrell Williams
- 2014 - Central Ohio Film Critics Association Awards
  - Candidatura per il miglior film d'animazione
- 2014 - Cinema Audio Society
  - Candidatura per il miglior montaggio sonoro in un film d'animazione, USA 2014
- 2014 - CinEuphoria Awards
  - Candidatura per il miglior film internazionale a Pierre Coffin e Chris Renaud
  - Candidatura per il miglior personaggio animato internazionale (Minion)
- 2014 - Eddie Award
  - Candidatura per il miglior montaggio in un film d'animazione a Gregory Perler
- 2014 - Georgia Film Critics Association
  - Candidatura per il miglior film d'animazione
- 2014 - Golden Globe
  - Candidatura per il miglior film d'animazione
- 2014 - Golden Reel Award
  - Candidatura per il miglior montaggio sonoro (Effetti sonori)
- 2014 - Golden Trailer Awards
  - Miglior poster di un film d'animazione/per la famiglia
  - Miglior standee
  - Candidatura per il miglior spot TV di un film animazione/per la famiglia
- 2014 - Iowa Film Critics Awards
  - Candidatura per il miglior film d'animazione
- 2014 - Italian Online Movie Awards
  - Candidatura per il miglior film d'animazione a Janet Healy, Christopher Meledandri, Pierre Coffin e Chris Renaud
- 2014 - Jupiter Award
  - Candidatura per il miglior film internazionale a Pierre Coffin
- 2014 - Kids' Choice Awards
  - Miglior doppiaggio in un film d'animazione a Miranda Cosgrove
  - Candidatura per il miglior film d'animazione
  - Candidatura per il miglior doppiaggio in un film d'animazione a Steve Carell
- 2014 - North Carolina Film Critics Association
  - Candidatura per il miglior film d'animazione
- 2014 - Online Film & Television Association
  - Candidatura per il miglior film d'animazione a Christopher Meledandri e Janet Healy
- 2014 - PGA Awards
  - Candidatura per il miglior produttore a Janet Healy e Christopher Meledandri
- 2014 - Premio BAFTA
  - Candidatura per il miglior film d'animazione a Chris Renaud e Pierre Coffin
- 2014 - Premio Oscar
  - Candidatura per il miglior film d'animazione a Chris Renaud, Pierre Coffin e Christopher Meledandri
  - Candidatura per la migliore canzone (Happy) a Pharrell Williams
- 2014 - Publicists Guild of America 2014
  - Candidatura per il Maxwell Weinberg Award
- 2014 - Saturn Award
  - Candidatura per Miglior film di animazione
- 2014 - Teen Choice Awards
  - Candidatura per il miglior artista maschile a Pharrell Williams
- 2014 - World Soundtrack Awards
  - Miglior canzone originale (Happy) a Pharrell Williams

## Sequel
Nel 2014 la casa di produzione, la Illumination Entertainment ha annunciato il terzo capitolo, il quale è stato confermato per il 30 giugno 2017 mentre in Italia per il 24 agosto dello stesso anno.